# Vuelta a Colombia 2023
El 73.ª edición de la Vuelta a Colombia fue una carrera de ciclismo en ruta por etapas que se celebró entre el 16 y el 25 de junio de 2023 con inicio en la ciudad de Yopal y final en la ciudad de La Ceja el Colombia. El recorrido constó de un total de 10 etapas sobre una distancia total de 1410,8 km.
La carrera hizo parte del circuito UCI America Tour 2023 dentro de la categoría 2.2 y fue ganada de principio a fin por el ciclista boyacense Miguel Ángel López del Team Medellín-EPM quien ganó un total de 9 de las 10 etapas disputadas. El podio lo completaron los ciclistas Rodrigo Contreras del Colombia Potencia de la Vida y Wilson Peña del Sistecrédito-GW

## Equipos participantes
Tomaron la partida un total de 25 equipos, quienes conformaron un pelotón de 164 corredores de los cuales terminaron 121. Los equipos participantes fueron:
| Equipos continentales (6)- Medellín-EPM - Team Banco Guayaquil - Movistar-Best PC - Petrolike - Pío Rico-Alcaldía La Vega - GW Shimano-Sidermec Equipos ciclistas aficionados (19)- Canel's-ZeroUno - Supergiros-Alcaldía de Manizales - Indeportes Boyacá Avanza - Orgullo Paisa - EPM - Corratec America Racing Team - Aguardiente Néctar - WCargo - Indeportes Cundinamarca - Colombia Potencia de la Vida-GW Shimano - Team Sistecrédito - Ingeniería de Vías - Avinal-Alcaldía de Carmen de Viboral - EBSA Empresa de Energía Boyacá - La Gran Vía-FyF - Team Fundecom-Calzado Goci - Depormundo - Inder Santander-Liciclismo - Tolima es Pasión - Alcaldía de Ipiales - Liciclismo Boyacá - Team Inder Huila-Byy Iowa |
| |

## Etapas
| Etapa     | Fecha     | Recorrido                 | type                    | Distancia (km) | Desnivel (m) | Ganador             | Líder              |
| --------- | --------- | ------------------------- | ----------------------- | -------------- | ------------ | ------------------- | ------------------ |
| Prólogo   | 16 de jun | Yopal – Yopal             | contrarreloj individual | 7,8            | 30 m         | Fabio Duarte        | Fabio Duarte       |
| 1.ª etapa | 17 de jun | Yopal – Yopal             | etapa escarpada         | 197,3          | 1943 m       | Johan Colón         | Fabio Duarte       |
| 2.ª etapa | 18 de jun | Tibasosa – Gachancipá     | etapa escarpada         | 160,1          | 2017 m       | Jonathan Guatibonza | Fabio Duarte       |
| 3.ª etapa | 19 de jun | Ibagué – Ibagué           | etapa escarpada         | 105            | 1637 m       | Byron Guamá         | Fabio Duarte       |
| 4.ª etapa | 20 de jun | Ibagué – Alto de La Línea | etapa de montaña        | 119,3          | 3662 m       | Daniel Méndez       | Rodrigo Contreras  |
| 5.ª etapa | 21 de jun | Dosquebradas – Belalcázar | etapa de montaña        | 165,5          | 3457 m       | Wilson Peña Molano  | Daniel Méndez      |
| 6.ª etapa | 22 de jun | La Virginia – Apía        | etapa de montaña        | 164,8          | 2820 m       | Wilson Peña Molano  | Wilson Peña Molano |
| 7.ª etapa | 23 de jun | Pereira – Manizales       | etapa de montaña        | 195,9          | 4013 m       | Wilson Peña Molano  | Wilson Peña Molano |
| 8.ª etapa | 24 de jun | La Pintada – Cañasgordas  | etapa de media montaña  | 179,7          | 4045 m       | Óscar Fernández     | Wilson Peña Molano |
| 9.ª etapa | 25 de jun | La Ceja – La Ceja         | contrarreloj individual | 42             | 487 m        | Rodrigo Contreras   | Rodrigo Contreras  |

## Desarrollo de la carrera

### Prólogo
| Yopal - Yopal | contrarreloj individual | (7,8 km) |

| \| Clasificación de la etapa \| Clasificación de la etapa \| Clasificación de la etapa \| Clasificación de la etapa \| Clasificación de la etapa \| \| Ciclista \| Ciclista \| Equipo \| Tiempo \| \| \| ------------------------- \| ------------------------- \| --------------------------------------- \| ------------------------- \| ------------------------- \| \| 1.º \| Miguel Ángel López \| Medellín-EPM \| 10 min 05 s \| \| \| 2.º \| Fabio Duarte \| Medellín-EPM \| + 17 s \| \| \| 3.º \| Rodrigo Contreras \| Colombia Potencia de la Vida-GW Shimano \| + 18 s \| \| \| 4.º \| Róbigzon Oyola \| Medellín-EPM \| + 20 s \| \| \| 5.º \| Juan Manuel Barboza \| Orgullo Paisa \| + 22 s \| \| \| 6.º \| Óscar Sevilla \| Medellín-EPM \| + 22 s \| \| \| 7.º \| Brayan Sánchez \| Medellín-EPM \| + 35 s \| \| \| 8.º \| Winner Anacona \| Colombia Potencia de la Vida-GW Shimano \| + 36 s \| \| \| 9.º \| Santiago Ramírez \| Orgullo Paisa \| + 37 s \| \| \| 10.º \| Santiago Ramírez Duque \| Avinal-Alcaldía de Carmen de Viboral \| + 37 s \| \| |                        |                                         |             |
| |                        |                                         |             |
| Fuente: ProCyclingStats |                        |                                         |             |
| Clasificación de la etapa |                        |                                         |             |
| Ciclista | Ciclista               | Equipo                                  | Tiempo      |
| 1.º | Miguel Ángel López     | Medellín-EPM                            | 10 min 05 s |
| 2.º | Fabio Duarte           | Medellín-EPM                            | + 17 s      |
| 3.º | Rodrigo Contreras      | Colombia Potencia de la Vida-GW Shimano | + 18 s      |
| 4.º | Róbigzon Oyola         | Medellín-EPM                            | + 20 s      |
| 5.º | Juan Manuel Barboza    | Orgullo Paisa                           | + 22 s      |
| 6.º | Óscar Sevilla          | Medellín-EPM                            | + 22 s      |
| 7.º | Brayan Sánchez         | Medellín-EPM                            | + 35 s      |
| 8.º | Winner Anacona         | Colombia Potencia de la Vida-GW Shimano | + 36 s      |
| 9.º | Santiago Ramírez       | Orgullo Paisa                           | + 37 s      |
| 10.º | Santiago Ramírez Duque | Avinal-Alcaldía de Carmen de Viboral    | + 37 s      |

| \| Clasificación general \| Clasificación general \| Clasificación general \| Clasificación general \| Clasificación general \| \| Ciclista \| Ciclista \| Equipo \| Tiempo \| \| \| --------------------- \| ---------------------- \| --------------------------------------- \| --------------------- \| --------------------- \| \| 1.º \| Miguel Ángel López \| Medellín-EPM \| 10 min 05 s \| \| \| 2.º \| Fabio Duarte \| Medellín-EPM \| + 17 s \| \| \| 3.º \| Rodrigo Contreras \| Colombia Potencia de la Vida-GW Shimano \| + 18 s \| \| \| 4.º \| Róbigzon Oyola \| Medellín-EPM \| + 20 s \| \| \| 5.º \| Juan Manuel Barboza \| Orgullo Paisa \| + 22 s \| \| \| 6.º \| Óscar Sevilla \| Medellín-EPM \| + 22 s \| \| \| 7.º \| Brayan Sánchez \| Medellín-EPM \| + 35 s \| \| \| 8.º \| Winner Anacona \| Colombia Potencia de la Vida-GW Shimano \| + 36 s \| \| \| 9.º \| Santiago Ramírez \| Orgullo Paisa \| + 37 s \| \| \| 10.º \| Santiago Ramírez Duque \| Avinal-Alcaldía de Carmen de Viboral \| + 37 s \| \| |                        |                                         |             |
| |                        |                                         |             |
| Fuente: ProCyclingStats |                        |                                         |             |
| Clasificación general |                        |                                         |             |
| Ciclista | Ciclista               | Equipo                                  | Tiempo      |
| 1.º | Miguel Ángel López     | Medellín-EPM                            | 10 min 05 s |
| 2.º | Fabio Duarte           | Medellín-EPM                            | + 17 s      |
| 3.º | Rodrigo Contreras      | Colombia Potencia de la Vida-GW Shimano | + 18 s      |
| 4.º | Róbigzon Oyola         | Medellín-EPM                            | + 20 s      |
| 5.º | Juan Manuel Barboza    | Orgullo Paisa                           | + 22 s      |
| 6.º | Óscar Sevilla          | Medellín-EPM                            | + 22 s      |
| 7.º | Brayan Sánchez         | Medellín-EPM                            | + 35 s      |
| 8.º | Winner Anacona         | Colombia Potencia de la Vida-GW Shimano | + 36 s      |
| 9.º | Santiago Ramírez       | Orgullo Paisa                           | + 37 s      |
| 10.º | Santiago Ramírez Duque | Avinal-Alcaldía de Carmen de Viboral    | + 37 s      |

### 1.ª etapa
| Yopal - Yopal | etapa escarpada | (197,3 km) |

| \| Clasificación de la etapa \| Clasificación de la etapa \| Clasificación de la etapa \| Clasificación de la etapa \| Clasificación de la etapa \| \| Ciclista \| Ciclista \| Equipo \| Tiempo \| \| \| ------------------------- \| ------------------------- \| --------------------------------------- \| ------------------------- \| ------------------------- \| \| 1.º \| Miguel Ángel López \| Medellín-EPM \| 4 h 36 min 16 s \| \| \| 2.º \| Johan Colón \| Orgullo Paisa \| + 0 s \| \| \| 3.º \| Nelson Soto Martínez \| Colombia Potencia de la Vida-GW Shimano \| + 0 s \| \| \| 4.º \| Heberth Gutiérrez \| EPM \| + 0 s \| \| \| 5.º \| Nicolás Gómez Jaramillo \| Avinal-Alcaldía de Carmen de Viboral \| + 0 s \| \| \| 6.º \| Juan Diego Hoyos \| Corratec America Racing Team \| + 0 s \| \| \| 7.º \| Jonathan Guatibonza \| GW Shimano-Sidermec \| + 0 s \| \| \| 8.º \| Andrés Mancipe \| GW Shimano-Sidermec \| + 0 s \| \| \| 9.º \| Byron Guamá \| Movistar-Best PC \| + 0 s \| \| \| 10.º \| Javier González Girón \| Supergiros-Alcaldía de Manizales \| + 0 s \| \| |                         |                                         |                 |
| |                         |                                         |                 |
| Fuente: ProCyclingStats |                         |                                         |                 |
| Clasificación de la etapa |                         |                                         |                 |
| Ciclista | Ciclista                | Equipo                                  | Tiempo          |
| 1.º | Miguel Ángel López      | Medellín-EPM                            | 4 h 36 min 16 s |
| 2.º | Johan Colón             | Orgullo Paisa                           | + 0 s           |
| 3.º | Nelson Soto Martínez    | Colombia Potencia de la Vida-GW Shimano | + 0 s           |
| 4.º | Heberth Gutiérrez       | EPM                                     | + 0 s           |
| 5.º | Nicolás Gómez Jaramillo | Avinal-Alcaldía de Carmen de Viboral    | + 0 s           |
| 6.º | Juan Diego Hoyos        | Corratec America Racing Team            | + 0 s           |
| 7.º | Jonathan Guatibonza     | GW Shimano-Sidermec                     | + 0 s           |
| 8.º | Andrés Mancipe          | GW Shimano-Sidermec                     | + 0 s           |
| 9.º | Byron Guamá             | Movistar-Best PC                        | + 0 s           |
| 10.º | Javier González Girón   | Supergiros-Alcaldía de Manizales        | + 0 s           |

| \| Clasificación general \| Clasificación general \| Clasificación general \| Clasificación general \| Clasificación general \| \| Ciclista \| Ciclista \| Equipo \| Tiempo \| \| \| --------------------- \| ---------------------- \| --------------------------------------- \| --------------------- \| --------------------- \| \| 1.º \| Miguel Ángel López \| Medellín-EPM \| 4 h 46 min 11 s \| \| \| 2.º \| Fabio Duarte \| Medellín-EPM \| + 27 s \| \| \| 3.º \| Rodrigo Contreras \| Colombia Potencia de la Vida-GW Shimano \| + 28 s \| \| \| 5.º \| Juan Manuel Barboza \| Orgullo Paisa \| + 32 s \| \| \| 6.º \| Óscar Sevilla \| Medellín-EPM \| + 32 s \| \| \| 7.º \| Brayan Sánchez \| Medellín-EPM \| + 45 s \| \| \| 8.º \| Winner Anacona \| Colombia Potencia de la Vida-GW Shimano \| + 46 s \| \| \| 9.º \| Santiago Ramírez \| Orgullo Paisa \| + 47 s \| \| \| 10.º \| Santiago Ramírez Duque \| Avinal-Alcaldía de Carmen de Viboral \| + 47 s \| \| |                        |                                         |                 |
| |                        |                                         |                 |
| Fuente: ProCyclingStats |                        |                                         |                 |
| Clasificación general |                        |                                         |                 |
| Ciclista | Ciclista               | Equipo                                  | Tiempo          |
| 1.º | Miguel Ángel López     | Medellín-EPM                            | 4 h 46 min 11 s |
| 2.º | Fabio Duarte           | Medellín-EPM                            | + 27 s          |
| 3.º | Rodrigo Contreras      | Colombia Potencia de la Vida-GW Shimano | + 28 s          |
| 5.º | Juan Manuel Barboza    | Orgullo Paisa                           | + 32 s          |
| 6.º | Óscar Sevilla          | Medellín-EPM                            | + 32 s          |
| 7.º | Brayan Sánchez         | Medellín-EPM                            | + 45 s          |
| 8.º | Winner Anacona         | Colombia Potencia de la Vida-GW Shimano | + 46 s          |
| 9.º | Santiago Ramírez       | Orgullo Paisa                           | + 47 s          |
| 10.º | Santiago Ramírez Duque | Avinal-Alcaldía de Carmen de Viboral    | + 47 s          |

### 2.ª etapa
| Tibasosa - Gachancipá | etapa escarpada | (160,1 km) |

| \| Clasificación de la etapa \| Clasificación de la etapa \| Clasificación de la etapa \| Clasificación de la etapa \| Clasificación de la etapa \| \| Ciclista \| Ciclista \| Equipo \| Tiempo \| \| \| ------------------------- \| ------------------------- \| ------------------------------------ \| ------------------------- \| ------------------------- \| \| 1.º \| Jonathan Guatibonza \| GW Shimano-Sidermec \| 3 h 59 min 56 s \| \| \| 2.º \| Miguel Ángel López \| Medellín-EPM \| + 0 s \| \| \| 3.º \| Juan Sossa \| Team Sistecrédito \| + 0 s \| \| \| 4.º \| Juan Pablo Suárez \| Petrolike \| + 0 s \| \| \| 5.º \| Heberth Gutiérrez \| EPM \| + 0 s \| \| \| 6.º \| Miguel Flórez López \| GW Shimano-Sidermec \| + 0 s \| \| \| 7.º \| José Ramon Muñiz \| Petrolike \| + 0 s \| \| \| 8.º \| David Santiago Gómez \| Team Sistecrédito \| + 0 s \| \| \| 9.º \| Nixon Efrain Rosero \| Team Banco Guayaquil \| + 0 s \| \| \| 10.º \| Santiago Ramírez \| Avinal-Alcaldía de Carmen de Viboral \| + 0 s \| \| |                      |                                      |                 |
| |                      |                                      |                 |
| Fuente: ProCyclingStats |                      |                                      |                 |
| Clasificación de la etapa |                      |                                      |                 |
| Ciclista | Ciclista             | Equipo                               | Tiempo          |
| 1.º | Jonathan Guatibonza  | GW Shimano-Sidermec                  | 3 h 59 min 56 s |
| 2.º | Miguel Ángel López   | Medellín-EPM                         | + 0 s           |
| 3.º | Juan Sossa           | Team Sistecrédito                    | + 0 s           |
| 4.º | Juan Pablo Suárez    | Petrolike                            | + 0 s           |
| 5.º | Heberth Gutiérrez    | EPM                                  | + 0 s           |
| 6.º | Miguel Flórez López  | GW Shimano-Sidermec                  | + 0 s           |
| 7.º | José Ramon Muñiz     | Petrolike                            | + 0 s           |
| 8.º | David Santiago Gómez | Team Sistecrédito                    | + 0 s           |
| 9.º | Nixon Efrain Rosero  | Team Banco Guayaquil                 | + 0 s           |
| 10.º | Santiago Ramírez     | Avinal-Alcaldía de Carmen de Viboral | + 0 s           |

| \| Clasificación general \| Clasificación general \| Clasificación general \| Clasificación general \| Clasificación general \| \| Ciclista \| Ciclista \| Equipo \| Tiempo \| \| \| --------------------- \| ---------------------- \| --------------------------------------- \| --------------------- \| --------------------- \| \| 1.º \| Miguel Ángel López \| Medellín-EPM \| 8 h 46 min 00 s \| \| \| 2.º \| Fabio Duarte \| Medellín-EPM \| + 34 s \| \| \| 3.º \| Rodrigo Contreras \| Colombia Potencia de la Vida-GW Shimano \| + 35 s \| \| \| 4.º \| Santiago Ramírez Duque \| Avinal-Alcaldía de Carmen de Viboral \| + 54 s \| \| \| 5.º \| Daniel Méndez \| EPM \| + 1 min 01 s \| \| \| 6.º \| Yeison Andrés Chaparro \| EBSA Empresa de Energía Boyacá \| + 1 min 02 s \| \| \| 7.º \| Andrés Mancipe \| GW Shimano-Sidermec \| + 1 min 02 s \| \| \| 8.º \| David Santiago Gómez \| Team Sistecrédito \| + 1 min 04 s \| \| \| 9.º \| Daniel Muñoz \| EPM \| + 1 min 04 s \| \| \| 10.º \| Wilson Peña Molano \| Team Sistecrédito \| + 1 min 06 s \| \| |                        |                                         |                 |
| |                        |                                         |                 |
| Fuente: ProCyclingStats |                        |                                         |                 |
| Clasificación general |                        |                                         |                 |
| Ciclista | Ciclista               | Equipo                                  | Tiempo          |
| 1.º | Miguel Ángel López     | Medellín-EPM                            | 8 h 46 min 00 s |
| 2.º | Fabio Duarte           | Medellín-EPM                            | + 34 s          |
| 3.º | Rodrigo Contreras      | Colombia Potencia de la Vida-GW Shimano | + 35 s          |
| 4.º | Santiago Ramírez Duque | Avinal-Alcaldía de Carmen de Viboral    | + 54 s          |
| 5.º | Daniel Méndez          | EPM                                     | + 1 min 01 s    |
| 6.º | Yeison Andrés Chaparro | EBSA Empresa de Energía Boyacá          | + 1 min 02 s    |
| 7.º | Andrés Mancipe         | GW Shimano-Sidermec                     | + 1 min 02 s    |
| 8.º | David Santiago Gómez   | Team Sistecrédito                       | + 1 min 04 s    |
| 9.º | Daniel Muñoz           | EPM                                     | + 1 min 04 s    |
| 10.º | Wilson Peña Molano     | Team Sistecrédito                       | + 1 min 06 s    |

### 3.ª etapa
| Ibagué - Ibagué | etapa escarpada | (105 km) |

| \| Clasificación de la etapa \| Clasificación de la etapa \| Clasificación de la etapa \| Clasificación de la etapa \| Clasificación de la etapa \| \| Ciclista \| Ciclista \| Equipo \| Tiempo \| \| \| ------------------------- \| ------------------------- \| --------------------------------------- \| ------------------------- \| ------------------------- \| \| 1.º \| Miguel Ángel López \| Medellín-EPM \| 2 h 30 min 30 s \| \| \| 2.º \| Byron Guamá \| Movistar-Best PC \| + 0 s \| \| \| 3.º \| Daniel Muñoz \| EPM \| + 0 s \| \| \| 4.º \| Cristian Camilo Muñoz \| EPM \| + 0 s \| \| \| 5.º \| Andrés Mancipe \| GW Shimano-Sidermec \| + 0 s \| \| \| 6.º \| Nelson Soto Martínez \| Colombia Potencia de la Vida-GW Shimano \| + 0 s \| \| \| 7.º \| Johan Colón \| Orgullo Paisa \| + 0 s \| \| \| 8.º \| Heberth Gutiérrez \| EPM \| + 0 s \| \| \| 9.º \| Cristhian Montoya \| Team Banco Guayaquil \| + 0 s \| \| \| 10.º \| Cesar Paulo Pantoja \| Team Banco Guayaquil \| + 0 s \| \| |                       |                                         |                 |
| |                       |                                         |                 |
| Fuente: ProCyclingStats |                       |                                         |                 |
| Clasificación de la etapa |                       |                                         |                 |
| Ciclista | Ciclista              | Equipo                                  | Tiempo          |
| 1.º | Miguel Ángel López    | Medellín-EPM                            | 2 h 30 min 30 s |
| 2.º | Byron Guamá           | Movistar-Best PC                        | + 0 s           |
| 3.º | Daniel Muñoz          | EPM                                     | + 0 s           |
| 4.º | Cristian Camilo Muñoz | EPM                                     | + 0 s           |
| 5.º | Andrés Mancipe        | GW Shimano-Sidermec                     | + 0 s           |
| 6.º | Nelson Soto Martínez  | Colombia Potencia de la Vida-GW Shimano | + 0 s           |
| 7.º | Johan Colón           | Orgullo Paisa                           | + 0 s           |
| 8.º | Heberth Gutiérrez     | EPM                                     | + 0 s           |
| 9.º | Cristhian Montoya     | Team Banco Guayaquil                    | + 0 s           |
| 10.º | Cesar Paulo Pantoja   | Team Banco Guayaquil                    | + 0 s           |

| \| Clasificación general \| Clasificación general \| Clasificación general \| Clasificación general \| Clasificación general \| \| Ciclista \| Ciclista \| Equipo \| Tiempo \| \| \| --------------------- \| ---------------------- \| --------------------------------------- \| --------------------- \| --------------------- \| \| 1.º \| Miguel Ángel López \| Medellín-EPM \| 11 h 16 min 17 s \| \| \| 2.º \| Fabio Duarte \| Medellín-EPM \| + 47 s \| \| \| 3.º \| Rodrigo Contreras \| Colombia Potencia de la Vida-GW Shimano \| + 48 s \| \| \| 4.º \| Santiago Ramírez \| Avinal-Alcaldía de Carmen de Viboral \| + 1 min 07 s \| \| \| 5.º \| Daniel Muñoz \| EPM \| + 1 min 13 s \| \| \| 6.º \| Daniel Méndez \| EPM \| + 1 min 14 s \| \| \| 7.º \| Yeison Andrés Chaparro \| EBSA Empresa de Energía Boyacá \| + 1 min 15 s \| \| \| 8.º \| Andrés Mancipe \| GW Shimano-Sidermec \| + 1 min 15 s \| \| \| 9.º \| David Santiago Gómez \| Team Sistecrédito \| + 1 min 17 s \| \| \| 10.º \| Wilson Peña Molano \| Team Sistecrédito \| + 1 min 19 s \| \| |                        |                                         |                  |
| |                        |                                         |                  |
| Fuente: ProCyclingStats |                        |                                         |                  |
| Clasificación general |                        |                                         |                  |
| Ciclista | Ciclista               | Equipo                                  | Tiempo           |
| 1.º | Miguel Ángel López     | Medellín-EPM                            | 11 h 16 min 17 s |
| 2.º | Fabio Duarte           | Medellín-EPM                            | + 47 s           |
| 3.º | Rodrigo Contreras      | Colombia Potencia de la Vida-GW Shimano | + 48 s           |
| 4.º | Santiago Ramírez       | Avinal-Alcaldía de Carmen de Viboral    | + 1 min 07 s     |
| 5.º | Daniel Muñoz           | EPM                                     | + 1 min 13 s     |
| 6.º | Daniel Méndez          | EPM                                     | + 1 min 14 s     |
| 7.º | Yeison Andrés Chaparro | EBSA Empresa de Energía Boyacá          | + 1 min 15 s     |
| 8.º | Andrés Mancipe         | GW Shimano-Sidermec                     | + 1 min 15 s     |
| 9.º | David Santiago Gómez   | Team Sistecrédito                       | + 1 min 17 s     |
| 10.º | Wilson Peña Molano     | Team Sistecrédito                       | + 1 min 19 s     |

### 4.ª etapa
| Ibagué - Alto de La Línea | etapa de montaña | (119,3 km) |

| \| Clasificación de la etapa \| Clasificación de la etapa \| Clasificación de la etapa \| Clasificación de la etapa \| Clasificación de la etapa \| \| Ciclista \| Ciclista \| Equipo \| Tiempo \| \| \| ------------------------- \| ------------------------- \| --------------------------------------- \| ------------------------- \| ------------------------- \| \| 1.º \| Miguel Ángel López \| Medellín-EPM \| 3 h 34 min 47 s \| \| \| 2.º \| Daniel Méndez \| EPM \| + 34 s \| \| \| 3.º \| Rodrigo Contreras \| Colombia Potencia de la Vida-GW Shimano \| + 51 s \| \| \| 4.º \| Cristian Camilo Muñoz \| EPM \| + 51 s \| \| \| 5.º \| Marco Suesca \| Movistar-Best PC \| + 51 s \| \| \| 6.º \| Wilson Peña Molano \| Team Sistecrédito \| + 1 min 10 s \| \| \| 7.º \| Óscar Fernández \| EPM \| + 1 min 10 s \| \| \| 8.º \| Óscar Sevilla \| Medellín-EPM \| + 1 min 10 s \| \| \| 9.º \| Rafael Stiven Pineda \| Colombia Potencia de la Vida-GW Shimano \| + 1 min 16 s \| \| \| 10.º \| Yonatan Castro \| Team Fundecom-Calzado Goci \| + 1 min 23 s \| \| |                       |                                         |                 |
| |                       |                                         |                 |
| Fuente: ProCyclingStats |                       |                                         |                 |
| Clasificación de la etapa |                       |                                         |                 |
| Ciclista | Ciclista              | Equipo                                  | Tiempo          |
| 1.º | Miguel Ángel López    | Medellín-EPM                            | 3 h 34 min 47 s |
| 2.º | Daniel Méndez         | EPM                                     | + 34 s          |
| 3.º | Rodrigo Contreras     | Colombia Potencia de la Vida-GW Shimano | + 51 s          |
| 4.º | Cristian Camilo Muñoz | EPM                                     | + 51 s          |
| 5.º | Marco Suesca          | Movistar-Best PC                        | + 51 s          |
| 6.º | Wilson Peña Molano    | Team Sistecrédito                       | + 1 min 10 s    |
| 7.º | Óscar Fernández       | EPM                                     | + 1 min 10 s    |
| 8.º | Óscar Sevilla         | Medellín-EPM                            | + 1 min 10 s    |
| 9.º | Rafael Stiven Pineda  | Colombia Potencia de la Vida-GW Shimano | + 1 min 16 s    |
| 10.º | Yonatan Castro        | Team Fundecom-Calzado Goci              | + 1 min 23 s    |

| \| Clasificación general \| Clasificación general \| Clasificación general \| Clasificación general \| Clasificación general \| \| Ciclista \| Ciclista \| Equipo \| Tiempo \| \| \| --------------------- \| --------------------- \| --------------------------------------- \| --------------------- \| --------------------- \| \| 1.º \| Miguel Ángel López \| Medellín-EPM \| 14 h 50 min 54 s \| \| \| 2.º \| Rodrigo Contreras \| Colombia Potencia de la Vida-GW Shimano \| + 1 min 45 s \| \| \| 3.º \| Daniel Méndez \| EPM \| + 1 min 52 s \| \| \| 4.º \| Cristian Camilo Muñoz \| EPM \| + 2 min 28 s \| \| \| 5.º \| Marco Suesca \| Movistar-Best PC \| + 2 min 34 s \| \| \| 6.º \| Wilson Peña Molano \| Team Sistecrédito \| + 2 min 39 s \| \| \| 7.º \| Rafael Stiven Pineda \| Colombia Potencia de la Vida-GW Shimano \| + 2 min 50 s \| \| \| 8.º \| Óscar Fernández \| Indeportes Boyacá Avanza \| + 3 min 06 s \| \| \| 9.º \| Alexander Gil \| EPM \| + 3 min 10 s \| \| \| 10.º \| Óscar Sevilla \| Medellín-EPM \| + 3 min 11 s \| \| |                       |                                         |                  |
| |                       |                                         |                  |
| Fuente: ProCyclingStats |                       |                                         |                  |
| Clasificación general |                       |                                         |                  |
| Ciclista | Ciclista              | Equipo                                  | Tiempo           |
| 1.º | Miguel Ángel López    | Medellín-EPM                            | 14 h 50 min 54 s |
| 2.º | Rodrigo Contreras     | Colombia Potencia de la Vida-GW Shimano | + 1 min 45 s     |
| 3.º | Daniel Méndez         | EPM                                     | + 1 min 52 s     |
| 4.º | Cristian Camilo Muñoz | EPM                                     | + 2 min 28 s     |
| 5.º | Marco Suesca          | Movistar-Best PC                        | + 2 min 34 s     |
| 6.º | Wilson Peña Molano    | Team Sistecrédito                       | + 2 min 39 s     |
| 7.º | Rafael Stiven Pineda  | Colombia Potencia de la Vida-GW Shimano | + 2 min 50 s     |
| 8.º | Óscar Fernández       | Indeportes Boyacá Avanza                | + 3 min 06 s     |
| 9.º | Alexander Gil         | EPM                                     | + 3 min 10 s     |
| 10.º | Óscar Sevilla         | Medellín-EPM                            | + 3 min 11 s     |

### 5.ª etapa
| Dosquebradas - Belalcázar | etapa de montaña | (165,5 km) |

| \| Clasificación de la etapa \| Clasificación de la etapa \| Clasificación de la etapa \| Clasificación de la etapa \| Clasificación de la etapa \| \| Ciclista \| Ciclista \| Equipo \| Tiempo \| \| \| ------------------------- \| ------------------------- \| ----------------------------------------------------- \| ------------------------- \| ------------------------- \| \| 1.º \| Miguel Ángel López \| Medellín-EPM \| 4 h 14 min 24 s \| \| \| 2.º \| Wilson Peña Molano \| Team Sistecrédito \| + 8 s \| \| \| 3.º \| Daniel Méndez \| EPM \| + 14 s \| \| \| 4.º \| Alexander Gil \| EPM \| + 14 s \| \| \| 5.º \| Aldemar Reyes Ortega \| Medellín-EPM \| + 22 s \| \| \| 6.º \| Robinson López \| Aguardiente Néctar - WCargo - Indeportes Cundinamarca \| + 35 s \| \| \| 7.º \| Kevin David Castillo \| Team Sistecrédito \| + 1 min 01 s \| \| \| 8.º \| Marco Suesca \| Movistar-Best PC \| + 1 min 01 s \| \| \| 9.º \| Óscar Sevilla \| Medellín-EPM \| + 1 min 01 s \| \| \| 10.º \| José Ramon Muñiz \| Petrolike \| + 1 min 01 s \| \| |                      |                                                       |                 |
| |                      |                                                       |                 |
| Fuente: ProCyclingStats |                      |                                                       |                 |
| Clasificación de la etapa |                      |                                                       |                 |
| Ciclista | Ciclista             | Equipo                                                | Tiempo          |
| 1.º | Miguel Ángel López   | Medellín-EPM                                          | 4 h 14 min 24 s |
| 2.º | Wilson Peña Molano   | Team Sistecrédito                                     | + 8 s           |
| 3.º | Daniel Méndez        | EPM                                                   | + 14 s          |
| 4.º | Alexander Gil        | EPM                                                   | + 14 s          |
| 5.º | Aldemar Reyes Ortega | Medellín-EPM                                          | + 22 s          |
| 6.º | Robinson López       | Aguardiente Néctar - WCargo - Indeportes Cundinamarca | + 35 s          |
| 7.º | Kevin David Castillo | Team Sistecrédito                                     | + 1 min 01 s    |
| 8.º | Marco Suesca         | Movistar-Best PC                                      | + 1 min 01 s    |
| 9.º | Óscar Sevilla        | Medellín-EPM                                          | + 1 min 01 s    |
| 10.º | José Ramon Muñiz     | Petrolike                                             | + 1 min 01 s    |

| \| Clasificación general \| Clasificación general \| Clasificación general \| Clasificación general \| Clasificación general \| \| Ciclista \| Ciclista \| Equipo \| Tiempo \| \| \| --------------------- \| --------------------- \| ----------------------------------------------------- \| --------------------- \| --------------------- \| \| 1.º \| Miguel Ángel López \| Medellín-EPM \| 19 h 05 min 08 s \| \| \| 2.º \| Daniel Méndez \| EPM \| + 2 min 12 s \| \| \| 3.º \| Wilson Peña Molano \| Team Sistecrédito \| + 2 min 51 s \| \| \| 4.º \| Rodrigo Contreras \| Colombia Potencia de la Vida-GW Shimano \| + 3 min 26 s \| \| \| 5.º \| Alexander Gil \| EPM \| + 3 min 34 s \| \| \| 6.º \| Cristian Camilo Muñoz \| EPM \| + 3 min 39 s \| \| \| 7.º \| Marco Suesca \| Movistar-Best PC \| + 3 min 45 s \| \| \| 8.º \| Óscar Sevilla \| Medellín-EPM \| + 4 min 22 s \| \| \| 9.º \| Robinson López \| Aguardiente Néctar - WCargo - Indeportes Cundinamarca \| + 4 min 24 s \| \| \| 10.º \| Óscar Fernández \| EPM \| + 4 min 47 s \| \| |                       |                                                       |                  |
| |                       |                                                       |                  |
| Fuente: ProCyclingStats |                       |                                                       |                  |
| Clasificación general |                       |                                                       |                  |
| Ciclista | Ciclista              | Equipo                                                | Tiempo           |
| 1.º | Miguel Ángel López    | Medellín-EPM                                          | 19 h 05 min 08 s |
| 2.º | Daniel Méndez         | EPM                                                   | + 2 min 12 s     |
| 3.º | Wilson Peña Molano    | Team Sistecrédito                                     | + 2 min 51 s     |
| 4.º | Rodrigo Contreras     | Colombia Potencia de la Vida-GW Shimano               | + 3 min 26 s     |
| 5.º | Alexander Gil         | EPM                                                   | + 3 min 34 s     |
| 6.º | Cristian Camilo Muñoz | EPM                                                   | + 3 min 39 s     |
| 7.º | Marco Suesca          | Movistar-Best PC                                      | + 3 min 45 s     |
| 8.º | Óscar Sevilla         | Medellín-EPM                                          | + 4 min 22 s     |
| 9.º | Robinson López        | Aguardiente Néctar - WCargo - Indeportes Cundinamarca | + 4 min 24 s     |
| 10.º | Óscar Fernández       | EPM                                                   | + 4 min 47 s     |

### 6.ª etapa
| La Virginia - Apía | etapa de montaña | (164,8 km) |

| \| Clasificación de la etapa \| Clasificación de la etapa \| Clasificación de la etapa \| Clasificación de la etapa \| Clasificación de la etapa \| \| Ciclista \| Ciclista \| Equipo \| Tiempo \| \| \| ------------------------- \| ------------------------- \| ----------------------------------------------------- \| ------------------------- \| ------------------------- \| \| 1.º \| Miguel Ángel López \| Medellín-EPM \| 3 h 59 min 53 s \| \| \| 2.º \| Wilson Peña Molano \| Team Sistecrédito \| + 29 s \| \| \| 3.º \| Aldemar Reyes Ortega \| Medellín-EPM \| + 38 s \| \| \| 4.º \| Alexander Gil \| EPM \| + 40 s \| \| \| 5.º \| Robinson López \| Aguardiente Néctar - WCargo - Indeportes Cundinamarca \| + 43 s \| \| \| 6.º \| Rodrigo Contreras \| Colombia Potencia de la Vida-GW Shimano \| + 48 s \| \| \| 7.º \| Kevin David Castillo \| Team Sistecrédito \| + 59 s \| \| \| 8.º \| Óscar Fernández \| EPM \| + 1 min 01 s \| \| \| 9.º \| Edinson Callejas \| Petrolike \| + 1 min 03 s \| \| \| 10.º \| Marco Suesca \| Movistar-Best PC \| + 1 min 03 s \| \| |                      |                                                       |                 |
| |                      |                                                       |                 |
| Fuente: ProCyclingStats |                      |                                                       |                 |
| Clasificación de la etapa |                      |                                                       |                 |
| Ciclista | Ciclista             | Equipo                                                | Tiempo          |
| 1.º | Miguel Ángel López   | Medellín-EPM                                          | 3 h 59 min 53 s |
| 2.º | Wilson Peña Molano   | Team Sistecrédito                                     | + 29 s          |
| 3.º | Aldemar Reyes Ortega | Medellín-EPM                                          | + 38 s          |
| 4.º | Alexander Gil        | EPM                                                   | + 40 s          |
| 5.º | Robinson López       | Aguardiente Néctar - WCargo - Indeportes Cundinamarca | + 43 s          |
| 6.º | Rodrigo Contreras    | Colombia Potencia de la Vida-GW Shimano               | + 48 s          |
| 7.º | Kevin David Castillo | Team Sistecrédito                                     | + 59 s          |
| 8.º | Óscar Fernández      | EPM                                                   | + 1 min 01 s    |
| 9.º | Edinson Callejas     | Petrolike                                             | + 1 min 03 s    |
| 10.º | Marco Suesca         | Movistar-Best PC                                      | + 1 min 03 s    |

| \| Clasificación general \| Clasificación general \| Clasificación general \| Clasificación general \| Clasificación general \| \| Ciclista \| Ciclista \| Equipo \| Tiempo \| \| \| --------------------- \| --------------------- \| ----------------------------------------------------- \| --------------------- \| --------------------- \| \| 1.º \| Miguel Ángel López \| Medellín-EPM \| 23 h 04 min 51 s \| \| \| 2.º \| Wilson Peña Molano \| Team Sistecrédito \| + 3 min 24 s \| \| \| 3.º \| Daniel Méndez \| EPM \| + 3 min 34 s \| \| \| 4.º \| Alexander Gil \| EPM \| + 4 min 22 s \| \| \| 5.º \| Rodrigo Contreras \| Colombia Potencia de la Vida-GW Shimano \| + 4 min 24 s \| \| \| 6.º \| Cristian Camilo Muñoz \| EPM \| + 4 min 52 s \| \| \| 7.º \| Marco Suesca \| Movistar-Best PC \| + 4 min 58 s \| \| \| 8.º \| Robinson López \| Aguardiente Néctar - WCargo - Indeportes Cundinamarca \| + 5 min 17 s \| \| \| 9.º \| Óscar Fernández \| EPM \| + 5 min 58 s \| \| \| 10.º \| Óscar Sevilla \| Medellín-EPM \| + 6 min 01 s \| \| |                       |                                                       |                  |
| |                       |                                                       |                  |
| Fuente: ProCyclingStats |                       |                                                       |                  |
| Clasificación general |                       |                                                       |                  |
| Ciclista | Ciclista              | Equipo                                                | Tiempo           |
| 1.º | Miguel Ángel López    | Medellín-EPM                                          | 23 h 04 min 51 s |
| 2.º | Wilson Peña Molano    | Team Sistecrédito                                     | + 3 min 24 s     |
| 3.º | Daniel Méndez         | EPM                                                   | + 3 min 34 s     |
| 4.º | Alexander Gil         | EPM                                                   | + 4 min 22 s     |
| 5.º | Rodrigo Contreras     | Colombia Potencia de la Vida-GW Shimano               | + 4 min 24 s     |
| 6.º | Cristian Camilo Muñoz | EPM                                                   | + 4 min 52 s     |
| 7.º | Marco Suesca          | Movistar-Best PC                                      | + 4 min 58 s     |
| 8.º | Robinson López        | Aguardiente Néctar - WCargo - Indeportes Cundinamarca | + 5 min 17 s     |
| 9.º | Óscar Fernández       | EPM                                                   | + 5 min 58 s     |
| 10.º | Óscar Sevilla         | Medellín-EPM                                          | + 6 min 01 s     |

### 7.ª etapa
| Pereira - Manizales | etapa de montaña | (195,9 km) |

| \| Clasificación de la etapa \| Clasificación de la etapa \| Clasificación de la etapa \| Clasificación de la etapa \| Clasificación de la etapa \| \| Ciclista \| Ciclista \| Equipo \| Tiempo \| \| \| ------------------------- \| ------------------------- \| --------------------------------------- \| ------------------------- \| ------------------------- \| \| 1.º \| Miguel Ángel López \| Medellín-EPM \| 5 h 12 min 15 s \| \| \| 2.º \| Wilson Peña Molano \| Team Sistecrédito \| + 42 s \| \| \| 3.º \| Óscar Fernández \| EPM \| + 45 s \| \| \| 4.º \| Aldemar Reyes Ortega \| Medellín-EPM \| + 45 s \| \| \| 5.º \| Rodrigo Contreras \| Colombia Potencia de la Vida-GW Shimano \| + 58 s \| \| \| 6.º \| Cristhian Montoya \| Team Banco Guayaquil \| + 1 min 25 s \| \| \| 7.º \| Rafael Stiven Pineda \| Colombia Potencia de la Vida-GW Shimano \| + 1 min 26 s \| \| \| 8.º \| Alexander Gil \| EPM \| + 1 min 28 s \| \| \| 9.º \| Kevin David Castillo \| Team Sistecrédito \| + 1 min 28 s \| \| \| 10.º \| Carlos Alberto Gutiérrez \| Team Banco Guayaquil \| + 1 min 35 s \| \| |                          |                                         |                 |
| |                          |                                         |                 |
| Fuente: ProCyclingStats |                          |                                         |                 |
| Clasificación de la etapa |                          |                                         |                 |
| Ciclista | Ciclista                 | Equipo                                  | Tiempo          |
| 1.º | Miguel Ángel López       | Medellín-EPM                            | 5 h 12 min 15 s |
| 2.º | Wilson Peña Molano       | Team Sistecrédito                       | + 42 s          |
| 3.º | Óscar Fernández          | EPM                                     | + 45 s          |
| 4.º | Aldemar Reyes Ortega     | Medellín-EPM                            | + 45 s          |
| 5.º | Rodrigo Contreras        | Colombia Potencia de la Vida-GW Shimano | + 58 s          |
| 6.º | Cristhian Montoya        | Team Banco Guayaquil                    | + 1 min 25 s    |
| 7.º | Rafael Stiven Pineda     | Colombia Potencia de la Vida-GW Shimano | + 1 min 26 s    |
| 8.º | Alexander Gil            | EPM                                     | + 1 min 28 s    |
| 9.º | Kevin David Castillo     | Team Sistecrédito                       | + 1 min 28 s    |
| 10.º | Carlos Alberto Gutiérrez | Team Banco Guayaquil                    | + 1 min 35 s    |

| \| Clasificación general \| Clasificación general \| Clasificación general \| Clasificación general \| Clasificación general \| \| Ciclista \| Ciclista \| Equipo \| Tiempo \| \| \| --------------------- \| --------------------- \| ----------------------------------------------------- \| --------------------- \| --------------------- \| \| 1.º \| Miguel Ángel López \| Medellín-EPM \| 28 h 16 min 56 s \| \| \| 2.º \| Wilson Peña Molano \| Team Sistecrédito \| + 4 min 10 s \| \| \| 3.º \| Rodrigo Contreras \| Colombia Potencia de la Vida-GW Shimano \| + 5 min 32 s \| \| \| 4.º \| Daniel Méndez \| EPM \| + 5 min 54 s \| \| \| 5.º \| Alexander Gil \| EPM \| + 6 min 00 s \| \| \| 6.º \| Óscar Fernández \| EPM \| + 6 min 49 s \| \| \| 7.º \| Aldemar Reyes Ortega \| Medellín-EPM \| + 7 min 03 s \| \| \| 8.º \| Cristian Camilo Muñoz \| EPM \| + 7 min 12 s \| \| \| 9.º \| Robinson López \| Aguardiente Néctar - WCargo - Indeportes Cundinamarca \| + 7 min 28 s \| \| \| 10.º \| Óscar Sevilla \| Medellín-EPM \| + 7 min 59 s \| \| |                       |                                                       |                  |
| |                       |                                                       |                  |
| Fuente: ProCyclingStats |                       |                                                       |                  |
| Clasificación general |                       |                                                       |                  |
| Ciclista | Ciclista              | Equipo                                                | Tiempo           |
| 1.º | Miguel Ángel López    | Medellín-EPM                                          | 28 h 16 min 56 s |
| 2.º | Wilson Peña Molano    | Team Sistecrédito                                     | + 4 min 10 s     |
| 3.º | Rodrigo Contreras     | Colombia Potencia de la Vida-GW Shimano               | + 5 min 32 s     |
| 4.º | Daniel Méndez         | EPM                                                   | + 5 min 54 s     |
| 5.º | Alexander Gil         | EPM                                                   | + 6 min 00 s     |
| 6.º | Óscar Fernández       | EPM                                                   | + 6 min 49 s     |
| 7.º | Aldemar Reyes Ortega  | Medellín-EPM                                          | + 7 min 03 s     |
| 8.º | Cristian Camilo Muñoz | EPM                                                   | + 7 min 12 s     |
| 9.º | Robinson López        | Aguardiente Néctar - WCargo - Indeportes Cundinamarca | + 7 min 28 s     |
| 10.º | Óscar Sevilla         | Medellín-EPM                                          | + 7 min 59 s     |

### 8.ª etapa
| La Pintada - Cañasgordas | etapa de media montaña | (179,7 km) |

| \| Clasificación de la etapa \| Clasificación de la etapa \| Clasificación de la etapa \| Clasificación de la etapa \| Clasificación de la etapa \| \| Ciclista \| Ciclista \| Equipo \| Tiempo \| \| \| ------------------------- \| ------------------------- \| ----------------------------------------------------- \| ------------------------- \| ------------------------- \| \| 1.º \| Miguel Ángel López \| Medellín-EPM \| 4 h 33 min 08 s \| \| \| 2.º \| Óscar Fernández \| EPM \| + 0 s \| \| \| 3.º \| Rodrigo Contreras \| Colombia Potencia de la Vida-GW Shimano \| + 1 s \| \| \| 4.º \| Wilson Peña Molano \| Team Sistecrédito \| + 1 s \| \| \| 5.º \| Aldemar Reyes Ortega \| Medellín-EPM \| + 1 s \| \| \| 6.º \| Jarlinson Pantano \| EPM \| + 8 s \| \| \| 7.º \| Kevin David Castillo \| Team Sistecrédito \| + 11 s \| \| \| 8.º \| Alexander Gil \| EPM \| + 17 s \| \| \| 9.º \| Juan Sebastian Pinilla \| Ingeniería de Vías \| + 25 s \| \| \| 10.º \| Robinson López \| Aguardiente Néctar - WCargo - Indeportes Cundinamarca \| + 25 s \| \| |                        |                                                       |                 |
| |                        |                                                       |                 |
| Fuente: ProCyclingStats |                        |                                                       |                 |
| Clasificación de la etapa |                        |                                                       |                 |
| Ciclista | Ciclista               | Equipo                                                | Tiempo          |
| 1.º | Miguel Ángel López     | Medellín-EPM                                          | 4 h 33 min 08 s |
| 2.º | Óscar Fernández        | EPM                                                   | + 0 s           |
| 3.º | Rodrigo Contreras      | Colombia Potencia de la Vida-GW Shimano               | + 1 s           |
| 4.º | Wilson Peña Molano     | Team Sistecrédito                                     | + 1 s           |
| 5.º | Aldemar Reyes Ortega   | Medellín-EPM                                          | + 1 s           |
| 6.º | Jarlinson Pantano      | EPM                                                   | + 8 s           |
| 7.º | Kevin David Castillo   | Team Sistecrédito                                     | + 11 s          |
| 8.º | Alexander Gil          | EPM                                                   | + 17 s          |
| 9.º | Juan Sebastian Pinilla | Ingeniería de Vías                                    | + 25 s          |
| 10.º | Robinson López         | Aguardiente Néctar - WCargo - Indeportes Cundinamarca | + 25 s          |

| \| Clasificación general \| Clasificación general \| Clasificación general \| Clasificación general \| Clasificación general \| \| Ciclista \| Ciclista \| Equipo \| Tiempo \| \| \| --------------------- \| --------------------- \| ----------------------------------------------------- \| --------------------- \| --------------------- \| \| 1.º \| Miguel Ángel López \| Medellín-EPM \| 33 h 42 min 13 s \| \| \| 2.º \| Wilson Peña Molano \| Team Sistecrédito \| + 6 min 17 s \| \| \| 3.º \| Rodrigo Contreras \| Colombia Potencia de la Vida-GW Shimano \| + 7 min 12 s \| \| \| 4.º \| Alexander Gil \| EPM \| + 10 min 25 s \| \| \| 5.º \| Óscar Fernández \| EPM \| + 11 min 14 s \| \| \| 6.º \| Aldemar Reyes Ortega \| Medellín-EPM \| + 12 min 28 s \| \| \| 7.º \| Cristian Camilo Muñoz \| EPM \| + 12 min 49 s \| \| \| 8.º \| Robinson López \| Aguardiente Néctar - WCargo - Indeportes Cundinamarca \| + 13 min 36 s \| \| \| 9.º \| Óscar Sevilla \| Medellín-EPM \| + 14 min 47 s \| \| \| 10.º \| Marco Suesca \| Movistar-Best PC \| + 15 min 33 s \| \| |                       |                                                       |                  |
| |                       |                                                       |                  |
| Fuente: ProCyclingStats |                       |                                                       |                  |
| Clasificación general |                       |                                                       |                  |
| Ciclista | Ciclista              | Equipo                                                | Tiempo           |
| 1.º | Miguel Ángel López    | Medellín-EPM                                          | 33 h 42 min 13 s |
| 2.º | Wilson Peña Molano    | Team Sistecrédito                                     | + 6 min 17 s     |
| 3.º | Rodrigo Contreras     | Colombia Potencia de la Vida-GW Shimano               | + 7 min 12 s     |
| 4.º | Alexander Gil         | EPM                                                   | + 10 min 25 s    |
| 5.º | Óscar Fernández       | EPM                                                   | + 11 min 14 s    |
| 6.º | Aldemar Reyes Ortega  | Medellín-EPM                                          | + 12 min 28 s    |
| 7.º | Cristian Camilo Muñoz | EPM                                                   | + 12 min 49 s    |
| 8.º | Robinson López        | Aguardiente Néctar - WCargo - Indeportes Cundinamarca | + 13 min 36 s    |
| 9.º | Óscar Sevilla         | Medellín-EPM                                          | + 14 min 47 s    |
| 10.º | Marco Suesca          | Movistar-Best PC                                      | + 15 min 33 s    |

### 9.ª etapa
| La Ceja - La Ceja | contrarreloj individual | (42 km) |

| \| Clasificación de la etapa \| Clasificación de la etapa \| Clasificación de la etapa \| Clasificación de la etapa \| Clasificación de la etapa \| \| Ciclista \| Ciclista \| Equipo \| Tiempo \| \| \| ------------------------- \| ------------------------- \| --------------------------------------- \| ------------------------- \| ------------------------- \| \| 1.º \| Miguel Ángel López \| Medellín-EPM \| 52 min 19 s \| \| \| 2.º \| Rodrigo Contreras \| Colombia Potencia de la Vida-GW Shimano \| + 38 s \| \| \| 3.º \| Wilson Peña Molano \| Team Sistecrédito \| + 2 min 51 s \| \| \| 4.º \| Aldemar Reyes Ortega \| Medellín-EPM \| + 3 min 11 s \| \| \| 5.º \| Julián Cardona \| Team Sistecrédito \| + 3 min 13 s \| \| \| 6.º \| Óscar Sevilla \| Medellín-EPM \| + 3 min 26 s \| \| \| 7.º \| Alexis Quinteros \| Team Banco Guayaquil \| + 3 min 42 s \| \| \| 8.º \| Carlos Alberto Gutiérrez \| Team Banco Guayaquil \| + 3 min 44 s \| \| \| 9.º \| Róbigzon Oyola \| Medellín-EPM \| + 4 min 08 s \| \| \| 10.º \| Juan Tito Rendón \| Orgullo Paisa \| + 4 min 12 s \| \| |                          |                                         |              |
| |                          |                                         |              |
| Fuente: ProCyclingStats |                          |                                         |              |
| Clasificación de la etapa |                          |                                         |              |
| Ciclista | Ciclista                 | Equipo                                  | Tiempo       |
| 1.º | Miguel Ángel López       | Medellín-EPM                            | 52 min 19 s  |
| 2.º | Rodrigo Contreras        | Colombia Potencia de la Vida-GW Shimano | + 38 s       |
| 3.º | Wilson Peña Molano       | Team Sistecrédito                       | + 2 min 51 s |
| 4.º | Aldemar Reyes Ortega     | Medellín-EPM                            | + 3 min 11 s |
| 5.º | Julián Cardona           | Team Sistecrédito                       | + 3 min 13 s |
| 6.º | Óscar Sevilla            | Medellín-EPM                            | + 3 min 26 s |
| 7.º | Alexis Quinteros         | Team Banco Guayaquil                    | + 3 min 42 s |
| 8.º | Carlos Alberto Gutiérrez | Team Banco Guayaquil                    | + 3 min 44 s |
| 9.º | Róbigzon Oyola           | Medellín-EPM                            | + 4 min 08 s |
| 10.º | Juan Tito Rendón         | Orgullo Paisa                           | + 4 min 12 s |

## Clasificaciones finales
Las clasificaciones finalizaron de la siguiente forma:

### Clasificación general
| \| Clasificación general \| Clasificación general \| Clasificación general \| Clasificación general \| Clasificación general \| \| Ciclista \| Ciclista \| Equipo \| Tiempo \| \| \| --------------------- \| --------------------- \| ----------------------------------------------------- \| --------------------- \| --------------------- \| \| 1.º \| Miguel Ángel López \| Medellín-EPM \| DES \| \| \| 1.º \| Rodrigo Contreras \| Colombia Potencia de la Vida-GW Shimano \| + 6 min 17 s \| \| \| 2.º \| Wilson Peña Molano \| Team Sistecrédito \| + 7 min 12 s \| \| \| 3.º \| Aldemar Reyes Ortega \| Medellín-EPM \| + 10 min 25 s \| \| \| 4.º \| Óscar Fernández \| EPM \| + 11 min 14 s \| \| \| 5.º \| Óscar Sevilla \| Medellín-EPM \| + 12 min 28 s \| \| \| 6.º \| Alexander Gil \| EPM \| + 12 min 49 s \| \| \| 7.º \| Cristian Camilo Muñoz \| EPM \| + 13 min 36 s \| \| \| 8.º \| Marco Suesca \| Movistar-Best PC \| + 14 min 47 s \| \| \| 9.º \| Robinson López \| Aguardiente Néctar - WCargo - Indeportes Cundinamarca \| + 15 min 33 s \| \| \| 10.º \| Diego Pescador \| GW Shimano-Sidermec \| + 15 min 56 s \| \| |                       |                                                       |               |
| |                       |                                                       |               |
| Fuente: ProCyclingStats |                       |                                                       |               |
| Clasificación general |                       |                                                       |               |
| Ciclista | Ciclista              | Equipo                                                | Tiempo        |
| 1.º | Miguel Ángel López    | Medellín-EPM                                          | DES           |
| 1.º | Rodrigo Contreras     | Colombia Potencia de la Vida-GW Shimano               | + 6 min 17 s  |
| 2.º | Wilson Peña Molano    | Team Sistecrédito                                     | + 7 min 12 s  |
| 3.º | Aldemar Reyes Ortega  | Medellín-EPM                                          | + 10 min 25 s |
| 4.º | Óscar Fernández       | EPM                                                   | + 11 min 14 s |
| 5.º | Óscar Sevilla         | Medellín-EPM                                          | + 12 min 28 s |
| 6.º | Alexander Gil         | EPM                                                   | + 12 min 49 s |
| 7.º | Cristian Camilo Muñoz | EPM                                                   | + 13 min 36 s |
| 8.º | Marco Suesca          | Movistar-Best PC                                      | + 14 min 47 s |
| 9.º | Robinson López        | Aguardiente Néctar - WCargo - Indeportes Cundinamarca | + 15 min 33 s |
| 10.º | Diego Pescador        | GW Shimano-Sidermec                                   | + 15 min 56 s |

### Clasificación por puntos
| Clasificación por puntos | Clasificación por puntos | Clasificación por puntos                | Clasificación por puntos | Clasificación por puntos |
| Ciclista                 | Ciclista                 | Equipo                                  | Puntos                   |                          |
| ------------------------ | ------------------------ | --------------------------------------- | ------------------------ | ------------------------ |
| 1.º                      | Miguel Ángel López       | Medellín-EPM                            | DES                      |                          |
| 1.º                      | Wilson Peña Molano       | Team Sistecrédito                       | 58 pts                   |                          |
| 3.º                      | Rodrigo Contreras        | Colombia Potencia de la Vida-GW Shimano | 42 pts                   |                          |
| 4.º                      | Aldemar Reyes Ortega     | Medellín-EPM                            | 39 pts                   |                          |
| 5.º                      | Óscar Fernández          | EPM                                     | 31 pts                   |                          |
| 6.º                      | Johan Colón              | Orgullo Paisa                           | 29 pts                   |                          |
| 7.º                      | Alexander Gil            | EPM                                     | 24 pts                   |                          |
| 8.º                      | Heberth Gutiérrez        | EPM                                     | 20 pts                   |                          |
| 9.º                      | Kevin David Castillo     | Team Sistecrédito                       | 18 pts                   |                          |
| 10.º                     | Juan Diego Hoyos         | Corratec America Racing Team            | 18 pts                   |                          |

### Clasificación de la montaña
| Clasificación de la montaña | Clasificación de la montaña | Clasificación de la montaña             | Clasificación de la montaña | Clasificación de la montaña |
| Ciclista                    | Ciclista                    | Equipo                                  | Puntos                      |                             |
| --------------------------- | --------------------------- | --------------------------------------- | --------------------------- | --------------------------- |
| 1.º                         | Miguel Ángel López          | Medellín-EPM                            | DES                         |                             |
| 1.º                         | Robinson Ortega             | EBSA Empresa de Energía Boyacá          | 35 pts                      |                             |
| 3.º                         | Wilson Peña Molano          | Team Sistecrédito                       | 19 pts                      |                             |
| 4.º                         | Rodrigo Contreras           | Colombia Potencia de la Vida-GW Shimano | 18 pts                      |                             |
| 5.º                         | José Ramon Muñiz            | Petrolike                               | 16 pts                      |                             |
| 6.º                         | Aldemar Reyes Ortega        | Medellín-EPM                            | 15 pts                      |                             |
| 7.º                         | Yonathan Eugenio            | EBSA Empresa de Energía Boyacá          | 13 pts                      |                             |
| 8.º                         | Óscar Fernández             | EPM                                     | 12 pts                      |                             |
| 9.º                         | Heiner Parra                | Canel's-ZeroUno                         | 10 pts                      |                             |
| 10.º                        | Cristhian Montoya           | Team Banco Guayaquil                    | 10 pts                      |                             |

### Clasificación de las metas volantes
| Clasificación de las metas volantes | Clasificación de las metas volantes | Clasificación de las metas volantes | Clasificación de las metas volantes | Clasificación de las metas volantes |
| Ciclista                            | Ciclista                            | Equipo                              | Puntos                              |                                     |
| ----------------------------------- | ----------------------------------- | ----------------------------------- | ----------------------------------- | ----------------------------------- |
| 1.º                                 | Weimar Roldán                       | Corratec America Racing Team        | 17 pts                              |                                     |
| 2.º                                 | Didier Merchán                      | GW Shimano-Sidermec                 | 16 pts                              |                                     |
| 3.º                                 | Johan Colón                         | Orgullo Paisa                       | 12 pts                              |                                     |
| 4.º                                 | Juan Diego Hoyos                    | Corratec America Racing Team        | 11 pts                              |                                     |
| 5.º                                 | Juan Pablo Restrepo                 | EBSA Empresa de Energía Boyacá      | 7 pts                               |                                     |
| 6.º                                 | Felipe Morales                      | Team Fundecom-Calzado Goci          | 6 pts                               |                                     |
| 7.º                                 | Robinson Ortega                     | EBSA Empresa de Energía Boyacá      | 6 pts                               |                                     |
| 8.º                                 | Edwin Patiño                        | Corratec America Racing Team        | 5 pts                               |                                     |
| 9.º                                 | Mauricio Orozco                     | Corratec America Racing Team        | 5 pts                               |                                     |
| 10.º                                | Miguel Ángel López                  | Medellín-EPM                        | DES                                 |                                     |

### Clasificación sub-23
| Clasificación sub-23 | Clasificación sub-23   | Clasificación sub-23 | Clasificación sub-23 | Clasificación sub-23 |
| Ciclista             | Ciclista               | Equipo               | Tiempo               |                      |
| -------------------- | ---------------------- | -------------------- | -------------------- | -------------------- |
| 1.º                  | Diego Pescador         | GW Shimano-Sidermec  | 33 h 58 min 09 s     |                      |
| 2.º                  | Juan Sebastian Pinilla | Ingeniería de Vías   | + 49 s               |                      |
| 3.º                  | Kevin David Castillo   | Team Sistecrédito    | + 1 min 42 s         |                      |
| 4.º                  | Nixon Efrain Rosero    | Team Banco Guayaquil | + 5 min 50 s         |                      |
| 5.º                  | José Ramon Muñiz       | Petrolike            | + 10 min 15 s        |                      |

### Clasificación por equipos
| Clasificación por equipos | Clasificación por equipos                             | Clasificación por equipos | Clasificación por equipos |
| Equipo                    | Equipo                                                | Tiempo                    |                           |
| ------------------------- | ----------------------------------------------------- | ------------------------- | ------------------------- |
| 1.º                       | Medellín-EPM                                          | 100 h 58 min 39 s         |                           |
| 2.º                       | EPM                                                   | + 8 min 30 s              |                           |
| 3.º                       | Team Sistecrédito                                     | + 14 min 55 s             |                           |
| 4.º                       | Colombia Potencia de la Vida-GW Shimano               | + 23 min 33 s             |                           |
| 5.º                       | Team Banco Guayaquil                                  | + 48 min 16 s             |                           |
| 6.º                       | Petrolike                                             | + 50 min 17 s             |                           |
| 7.º                       | Aguardiente Néctar - WCargo - Indeportes Cundinamarca | + 1 h 07 min 08 s         |                           |
| 8.º                       | GW Shimano-Sidermec                                   | + 1 h 34 min 57 s         |                           |
| 9.º                       | Movistar-Best PC                                      | + 1 h 39 min 34 s         |                           |
| 10.º                      | Ingeniería de Vías                                    | + 1 h 50 min 11 s         |                           |

## Evolución de las clasificaciones
| Etapa                   |                         | Ganador             | Clasificación general | Puntos              | Montaña          | Metas volantes    | Jóvenes                | Equipo _            |
| ----------------------- | ----------------------- | ------------------- | --------------------- | ------------------- | ---------------- | ----------------- | ---------------------- | ------------------- |
| Prólogo                 | contrarreloj individual | Fabio Duarte        | Fabio Duarte          | Juan Manuel Barbosa | Fabio Duarte     | Rodrigo Contreras | Santiago Ramírez       | Medellín-EPM        |
| 1.ª etapa               | etapa escarpada         | Johan Colón         | Fabio Duarte          | Fabio Duarte        | Juan Tito Rendón | Weimar Roldán     | Santiago Ramírez       | Medellín-EPM        |
| 2.ª etapa               | etapa escarpada         | Jonathan Guatibonza | Fabio Duarte          | Fabio Duarte        | Robinson Ortega  | Weimar Roldán     | Andrés Mancipe         | GW Shimano-Sidermec |
| 3.ª etapa               | etapa escarpada         | Byron Guamá         | Fabio Duarte          | no otorgado         | Robinson Ortega  | Weimar Roldán     | Andrés Mancipe         | GW Shimano-Sidermec |
| 4.ª etapa               | etapa de montaña        | Daniel Méndez       | Rodrigo Contreras     | no otorgado         | no otorgado      | Weimar Roldán     | Andrés Mancipe         | EPM                 |
| 5.ª etapa               | etapa de montaña        | Wilson Peña Molano  | Daniel Méndez         | no otorgado         | no otorgado      | Weimar Roldán     | Juan Sebastian Pinilla | EPM                 |
| 6.ª etapa               | etapa de montaña        | Wilson Peña Molano  | Wilson Peña Molano    | no otorgado         | no otorgado      | Weimar Roldán     | Juan Sebastian Pinilla | EPM                 |
| 7.ª etapa               | etapa de montaña        | Wilson Peña Molano  | Wilson Peña Molano    | no otorgado         | no otorgado      | Weimar Roldán     | Juan Sebastian Pinilla | Medellín-EPM        |
| 8.ª etapa               | etapa de media montaña  | Óscar Fernández     | Wilson Peña Molano    | no otorgado         | no otorgado      | Weimar Roldán     | Juan Sebastian Pinilla | EPM                 |
| 9.ª etapa               | contrarreloj individual | Rodrigo Contreras   | Rodrigo Contreras     | Wilson Peña Molano  | Robinson Ortega  | Weimar Roldán     | Diego Pescador         | Medellín-EPM        |
| Clasificaciones finales | Clasificaciones finales |                     | Rodrigo Contreras     | Wilson Peña Molano  | Robinson Ortega  | Weimar Roldán     | Diego Pescador         | Medellín-EPM        |